# Старый друг лучше новых двух
«Старый друг лучше новых двух» — комедия («картины из московской жизни») в трёх действиях Александра Островского. Написана в 1860 году.
Первые четыре явления и часть пятого (действие 1) были опубликованы в журнале «Московский вестник», 1859, № 29. Впервые полностью опубликована в журнале «Современник», 1860, N 9. Пьеса экранизирована. 

## История написания
Начало работы над пьесой относится к концу 1850-х годов. С июня по октябрь 1859 года драматург работал над пьесой «Гроза» и только после её окончания вернулся к работе над комедией «Старый друг лучше новых двух», которая была завершена 17 апреля 1860 года.

## Действующие лица
- Татьяна Никоновна, мещанка, хозяйка небольшого деревянного дома.
- Оленька, её дочь, портниха, 20 лет.
- Пульхерия Андревна Гущина, жена чиновника.
- Гаврила Прохорыч Васютин, старик, отставной чиновник.
- Анфиса Карповна, жена его.
- Прохор Гаврилыч Васютин, сын их, титулярный советник.
- Вавила Осипович Густомесов, купец, лет 35, одет по-русски.
- Орест, лакей, лет 50, важный, неповоротливый, в засаленном сюртуке, часто вынимает табакерку с генералом.

## Первые постановки
Александринский театр:
- 10 октября 1860 года. Спектакль был дан в пользу семьи умершего А. Е. Мартынова. В ролях: Татьяна Никоновна — П. К. Громова, Оленька — Ф. А. Снеткова 3-я, Пульхерия Андревна — Ю. Н. Линская, Густомесов — Ф. А. Бурдин, Анфиса Карповна — Е. А. Сабурова, Орест — И. Ф. Горбунов, Прохор Гаврилыч — А. М. Максимов, Гаврила Прохорыч — П. И. Зубров.
- 1863 — Там же. Бенефис Бурдина.
- 1875 — Там же. Бенефис Горбунова.

Малый театр:
- 14 октября 1860 года — в бенефис Бороздиной 2-й (Островский сам «проходил» с ней роль Оленьки). В ролях: Татьяна Никоновна — С. П. Акимова, Густомесов — П. М. Садовский, Пульхерия Андревна — Бороздина 1-я, Прохор Гаврилыч — И. В. Востоков, Анфиса Карповна — Н. В. Рыкалова, Гаврила Прохорыч — П. Г. Степанов, Орест — В. И. Живокини.